# Giganteremus spinulosus
Giganteremus spinulosus är en insektsart som först beskrevs av Brunner von Wattenwyl 1888.  Giganteremus spinulosus ingår i släktet Giganteremus och familjen Gryllacrididae. Inga underarter finns listade i Catalogue of Life.